# Ельбронн-Дюррн
Ельбронн-Дюррн (нім. Ölbronn-Dürrn) — громада в Німеччині, знаходиться в землі Баден-Вюртемберг. Підпорядковується адміністративному округу Карлсруе. Входить до складу району Енц.
Площа — 15,64 км2. Населення становить 3462 ос. (станом на 31 грудня 2020).